# محاري الوفرة
محاري الوفرة (الاسم العلمي: Pleurotus cornucopiae) هو نوع من الفطريات يتبع جنس المحاري من فصيلة المحارية